# Majevac
Majevac är en ort i Bosnien och Hercegovina.   Den ligger i entiteten Republika Srpska, i den centrala delen av landet, 120 km norr om huvudstaden Sarajevo. Majevac ligger 121 meter över havet och antalet invånare är 373.
Terrängen runt Majevac är platt åt nordväst, men åt sydost är den kuperad. Majevac ligger nere i en dal.Närmaste större samhälle är Doboj, 17,3 km söder om Majevac. 
I omgivningarna runt Majevac växer i huvudsak lövfällande lövskog. Runt Majevac är det ganska tätbefolkat, med 67 invånare per kvadratkilometer.